# هوارد بالدوين
هوارد بالدوين (بالإنجليزية: Howard Baldwin)‏ هو منتج أفلام أمريكي، ولد في القرن العشرين في نيويورك في الولايات المتحدة.

## وصلات خارجية
- هوارد بالدوين على موقع IMDb (الإنجليزية)
- هوارد بالدوين على موقع قاعدة بيانات الفيلم (الإنجليزية)